# كارل لارسن (لاعب جمباز فني)
كارل لارسن (بالدنماركية: Carl Otto Laurits Larsen)‏ هو لاعب جمباز فني دنماركي، ولد في 3 يونيو 1886 في الدنمارك في مملكة الدنمارك، وتوفي بنفس المكان في 4 ديسمبر 1962.

## وصلات خارجية
- كارل لارسن على موقع اللجنة الأولمبية الدولية (الإنجليزية)
- كارل لارسن على موقع أوليمبيديا (الإنجليزية)